# Кубок IBU 2010/2011
Кубок IBU по биатлону сезона 2010—2011 — серия международных соревнований по биатлону, состоящая из 8 этапов, которые начались 27 ноября 2010 года в норвежском Бейтостолене, а завершились 13 марта 2011 года во французском Анси/Ле Гран-Борнан.

## Календарь соревнований
В зачёт Кубка IBU пошли результаты 8 этапов.
| Место                               | Дата                                | Спр | Пр | Инд |
| ----------------------------------- | ----------------------------------- | --- | -- | --- |
| Бейтостолен                         | 25—28 ноября                        | ● ● |    |     |
| Мартелло                            | 9—12 декабря                        | ●   |    | ●   |
| Обертиллиах                         | 15—18 декабря                       | ●   | ●  |     |
| Нове-Место                          | 6—9 января                          | ●   |    | ●   |
| Альтенберг                          | 12—15 января                        | ●   | ●  |     |
| Осрблье                             | 3—6 февраля                         | ●   |    | ●   |
| Банско                              | 9—12 февраля                        | ● ● |    |     |
| Анси/Ле Гран-Борнан                 | 10—13 марта                         | ●   | ●  | ●   |
| Всего разыграно 34 комплекта наград | Всего разыграно 34 комплекта наград | 20  | 6  | 8   |

## Зачёт призовых мест
Распределение призовых мест, завоёванных представителями разных стран.
| Страна    | м/ж     |    |    |    |
| --------- | ------- | -- | -- | -- |
| Россия    | всего   | 13 | 11 | 13 |
| Россия    | мужчины | 6  | 6  | 6  |
| Россия    | женщины | 7  | 5  | 7  |
| Германия  | всего   | 8  | 13 | 7  |
| Германия  | мужчины | 5  | 5  | 2  |
| Германия  | женщины | 3  | 8  | 5  |
| Швейцария | всего   | 2  | 1  | 2  |
| Швейцария | мужчины | 2  | 1  | 1  |
| Швейцария | женщины | 0  | 0  | 1  |
| Чехия     | всего   | 2  | 1  | 1  |
| Чехия     | мужчины | 0  | 0  | 0  |
| Чехия     | женщины | 2  | 1  | 1  |
| Австрия   | всего   | 2  | 1  | 1  |
| Австрия   | мужчины | 0  | 0  | 1  |
| Австрия   | женщины | 2  | 1  | 0  |

| Страна   | м/ж     |   |   |   |
| -------- | ------- | - | - | - |
| Италия   | всего   | 2 | 1 | 1 |
| Италия   | мужчины | 2 | 1 | 1 |
| Италия   | женщины | 0 | 0 | 0 |
| Норвегия | всего   | 1 | 4 | 2 |
| Норвегия | мужчины | 0 | 2 | 2 |
| Норвегия | женщины | 1 | 2 | 0 |
| Украина  | всего   | 1 | 1 | 1 |
| Украина  | мужчины | 0 | 1 | 1 |
| Украина  | женщины | 1 | 0 | 0 |
| Франция  | всего   | 1 | 0 | 1 |
| Франция  | мужчины | 1 | 0 | 0 |
| Франция  | женщины | 0 | 0 | 1 |
| Швеция   | всего   | 1 | 0 | 1 |
| Швеция   | мужчины | 0 | 0 | 0 |
| Швеция   | женщины | 1 | 0 | 1 |

| Страна   | м/ж     |   |   |   |
| -------- | ------- | - | - | - |
| Латвия   | всего   | 1 | 0 | 0 |
| Латвия   | мужчины | 1 | 0 | 0 |
| Латвия   | женщины | 0 | 0 | 0 |
| Болгария | всего   | 0 | 1 | 1 |
| Болгария | мужчины | 0 | 1 | 1 |
| Болгария | женщины | 0 | 0 | 0 |
| Словакия | всего   | 0 | 0 | 2 |
| Словакия | мужчины | 0 | 0 | 1 |
| Словакия | женщины | 0 | 0 | 1 |
| Япония   | всего   | 0 | 0 | 1 |
| Япония   | мужчины | 0 | 0 | 1 |
| Япония   | женщины | 0 | 0 | 0 |
| Словения | всего   | 0 | 0 | 1 |
| Словения | мужчины | 0 | 0 | 1 |
| Словения | женщины | 0 | 0 | 0 |

## Результаты соревнований

### 1-й этап —Бейтостолен(25—28 ноября 2010 года)
| Гонка                                                                     | Женщины | Мужчины |
| ------------------------------------------------------------------------- | --- | --- |
| Спринт 1. 27 ноября 2010 Женщины: 7,5 км 2. 27 ноября 2010 Мужчины: 10 км | 1. Ульяна Денисова 22:11.3 (1) 2. Евгения Седова +22.1 (1) 3. Селина Гаспарин +22.9 (0) 4. Екатерина Глазырина 5. Тирил Экхофф 6. Мун Джи Хи Финишный протокол   | 1. Симон Фуркад 27:41.6 (0) 2. Руне Братсвеен +12.4 (1) 3. Михаэль Хаузер +13.6 (1) 4. Ханс Мартин Йедрем 5. Ронни Хафсас 6. Маттиас Нильссон Финишный протокол |
| Спринт 1. 28 ноября 2010 Женщины: 7,5 км 2. 28 ноября 2010 Мужчины: 10 км | 1. Анастасия Калина 21:52.7 (1) 2. Бенте Ландхейм +2.9 (0) 3. Ульяна Денисова +6.7 (1) 4. Наталья Гусева 5. Габриэла Соукалова 6. Тирил Экхофф Финишный протокол | 1. Илмарс Брицис 28:10.4 (1) 2. Виктор Васильев +34.2 (2) 3. Максим Ихсанов +43.8 (0) 4. Алексей Чурин 5. Маттиас Нильссон 6. Александр Батюк Финишный протокол |

### 2-й этап —Мартелло(9—12 декабря 2010 года)
| Гонка                                                                                    | Женщины | Мужчины |
| ---------------------------------------------------------------------------------------- | --- | --- |
| Индивидуальная гонка 1. 11 декабря 2010 Женщины: 15 км 2. 11 декабря 2010 Мужчины: 20 км | 1. Евгения Седова 50:43.4 (4) 2. Кьерсти Исаксен +9.8 (1) 3. Надин Хорхлер +1:03.4 (3) 4. Наталья Гусева 5. Лор Сулье 6. Екатерина Юрьева Финишный протокол                          | 1. Тимофей Лапшин 54:26.3 (2) 2. Даниэль Бём +2.0 (2) 3. Алексей Чурин +3.7 (2) 4. Александр Нусс 5. Клаудио Бёкли 6. Флориан Граф Финишный протокол      |
| Спринт 1. 12 декабря 2010 Женщины: 7,5 км 2. 12 декабря 2010 Мужчины: 10 км              | 1. Наталья Гусева 23:20.0 (0) 2. Франциска Хильдебранд +1:17.3 (1) 3. Габриэла Соукалова +1:28.7 (2) 4. Сольвейг Рогстад 5. Екатерина Юрьева 6. Екатерина Шумилова Финишный протокол | 1. Андрей Маковеев 24:33.5 (1) 2. Артём Ушаков +8.5 (0) 3. Артём Прима +16.1 (0) 4. Олег Бережной 5. Маттиа Кола 6. Кристиан Мартинелли Финишный протокол |

### 3-й этап —Обертиллиах(15—18 декабря 2010 года)
| Гонка                                                                                     | Женщины | Мужчины |
| ----------------------------------------------------------------------------------------- | --- | --- |
| Спринт 1. 17 декабря 2010 Женщины: 7,5 км 2. 17 декабря 2010 Мужчины: 10 км               | 1. Габриэла Соукалова 22:15.8 (0) 2. Евгения Седова +12.5 (1) 3. Каролин Хеннеке +28.3 (1) 4. Юлия Панченко 5. Доротея Вирер 6. Анастасия Калина Финишный протокол        | 1. Маркус Виндиш 23:50.8 (0) 2. Ронни Хафсас +30.6 (2) 3. Артём Ушаков +41.1 (0) 4. Мануэль Мюллер 5. Юлиан Эберхард 6. Пьетро Дутто Финишный протокол     |
| Гонка преследования 1. 18 декабря 2010 Женщины: 10 км 2. 18 декабря 2010 Мужчины: 12,5 км | 1. Габриэла Соукалова 31:20.9 (3) 2. Каролин Хеннеке +4.9 (3) 3. Евгения Седова +14.7 (3) 4. Доротея Вирер 5. Франциска Хильдебранд 6. Анастасия Калина Финишный протокол | 1. Рене-Лоран Виллермоз 37:39.4 (1) 2. Тони Ланг +17.2 (2) 3. Кадзуя Иномата +43.3 (2) 4. Мануэль Мюллер 5. Артём Прима 6. Маркус Виндиш Финишный протокол |

### 4-й этап —Нове-Место(6—9 января 2011 года)
| Гонка                                                                                | Женщины | Мужчины |
| ------------------------------------------------------------------------------------ | --- | --- |
| Индивидуальная гонка 1. 8 января 2011 Женщины: 15 км 2. 8 января 2011 Мужчины: 20 км | 1. Наталья Бурдыга 47:15.9 (2) 2. Франциска Хильдебранд +4.9 (0) 3. Юлиана Дёлль +21.2 (3) 4. Екатерина Шумилова 5. Дарья Юркевич 6. Сюзан Кёниг Финишный протокол   | 1. Эрик Лессер 50:45.5 (0) 2. Алексей Волков +25.0 (0) 3. Даниэль Бём +1:06.3 (1) 4. Максим Максимов 5. Александр Батюк 6. Евгений Гараничев Финишный протокол       |
| Спринт 1. 9 января 2011 Женщины: 7,5 км 2. 9 января 2011 Мужчины: 10 км              | 1. Юлиана Дёлль 23:04.2 (1) 2. Габриэла Соукалова +11.8 (0) 3. Екатерина Глазырина +21.5 (2) 4. Наталья Бурдыга 5. Сюзан Кёниг 6. Сольвейг Рогстад Финишный протокол | 1. Евгений Гараничев 22:59.1 (0) 2. Тони Ланг +14.4 (1) =3. Даниэль Бём +31.0 (1) =3. Виктор Васильев +31.0 (0) 5. Михаэль Райтер 6. Магнус Юнссон Финишный протокол |

### 5-й этап —Альтенберг(12—15 января 2011 года)
| Гонка                                                                                   | Женщины | Мужчины |
| --------------------------------------------------------------------------------------- | --- | --- |
| Спринт 1. 14 января 2011 Женщины: 7,5 км 2. 14 января 2011 Мужчины: 10 км               | 1. Ирис Вальдхубер 22:14.3 (1) 2. Надин Хорхлер +19.5 (1) 3. Сюзан Кёниг +21.0 (1) 4. Роберта Фьяндино 5. Жакмин Бо 6. Каролин Хеннеке Финишный протокол                    | 1. Томас Фрай 24:56.8 (0) 2. Виктор Васильев +22.1 (0) 3. Ян Олав Йермундшауг +30.2 (0) 4. Евгений Гараничев 5. Даниэль Ташлер 6. Мартин Энг Финишный протокол |
| Гонка преследования 1. 15 января 2011 Женщины: 10 км 2. 15 января 2011 Мужчины: 12,5 км | 1. Ирис Вальдхубер 32:40.1 (3) 2. Надин Хорхлер +0.8 (3) 3. Ульяна Денисова +19.6 (3) 4. Элизабет Хёгберг 5. Франциска Хильдебранд 6. Екатерина Глазырина Финишный протокол | 1. Евгений Гараничев 35:36.6 (3) 2. Виктор Васильев +9.4 (1) 3. Томас Фрай +27.1 (3) 4. Свен Гроссеггер 5. Эрик Лессер 6. Хенрик Л'Абе-Лунн Финишный протокол  |

### 6-й этап —Осрблье(5—6 февраля 2011 года)
| Гонка                                                                                  | Женщины | Мужчины |
| -------------------------------------------------------------------------------------- | --- | --- |
| Индивидуальная гонка 1. 5 февраля 2011 Женщины: 15 км 2. 5 февраля 2011 Мужчины: 20 км | 1. Йори Мёркве 49:27.1 (1) 2. Ольга Абрамова +1:20.4 (1) 3. Марин Бойие +2:22.7 (3) 4. Екатерина Шумилова 5. Вероника Зваржичова 6. Сольвейг Рогстад Финишный протокол | 1. Эрик Лессер 53:02.2 (2) 2. Робин Киль +1:12.7 (2) 3. Вася Рупник +1:36.3 (3) 4. Максим Огарков 5. Петер Докль 6. Ларс Хельге Биркеланн Финишный протокол |
| Спринт 1. 6 февраля 2011 Женщины: 7,5 км 2. 6 февраля 2011 Мужчины: 10 км              | 1. Анастасия Токарева 24:54.5 (0) 2. Романа Шремпф +13.4 (1) 3. Анастасия Кузьмина +44.7 (3) 4. Яна Герекова 5. Юлиана Дёлль 6. Надин Хорхлер Финишный протокол        | 1. Эрик Лессер 29:52.8 (1) 2. Флориан Граф +38.3 (1) 3. Павол Хурайт +39.9 (0) 4. Максим Огарков 5. Зденек Витек 6. Робин Киль Финишный протокол            |

### 7-й этап —Банско(11—12 февраля 2011 года)
| Гонка                                                                       | Женщины | Мужчины |
| --------------------------------------------------------------------------- | --- | --- |
| Спринт 1. 11 февраля 2011 Женщины: 7,5 км 2. 11 февраля 2011 Мужчины: 10 км | 1. Анастасия Токарева 21:11.5 (0) 2. Анна Богалий-Титовец +11.2 (3) 3. Анна Сорокина +51.4 (2) 4. Ольга Абрамова 5. Софья Домей 6. Элин Матссон Финишный протокол | 1. Евгений Устюгов 23:37.2 (0) 2. Иван Йоллер +42.2 (1) 3. Красимир Анев +56.0 (1) 4. Маттиас Нильссон 5. Максим Огарков 6. Тобиас Арвидсон Финишный протокол |
| Спринт 1. 12 февраля 2011 Женщины: 7,5 км 2. 12 февраля 2011 Мужчины: 10 км | 1. Анна Сорокина 22:50.9 (2) 2. Анна Богалий-Титовец +10.7 (4) 3. Анастасия Токарева +46.1 (3) 4. Софья Домей 5. Элин Матссон 6. Ольга Назарова Финишный протокол | 1. Евгений Устюгов 24:04.4 (1) 2. Красимир Анев +7.3 (0) 3. Олег Колодийчук +34.2 (0) 4. Михаэль Райтер 5. Тобиас Арвидсон 6. Иван Йоллер Финишный протокол   |

### 8-й этап —Анси/Ле Гран-Борнан(10—13 марта 2011 года)
| Гонка                                                                                 | Женщины | Мужчины |
| ------------------------------------------------------------------------------------- | --- | --- |
| Индивидуальная гонка 1. 10 марта 2011 Женщины: 15 км 2. 10 марта 2011 Мужчины: 20 км  | 1. Каролин Хеннеке 53:17.4 (1) 2. Надин Хорхлер +2:44.8 (1) 3. Евгения Седова +3:05.9 (3) 4. Франциска Хильдебранд 5. Лор Боск 6. Дарья Виролайнен Финишный протокол | 1. Иван Йоллер 49:13.6 (0) 2. Роман Прима +35.4 (1) 3. Пьетро Дутто +45.2 (2) 4. Флориан Граф 5. Клаудио Бёкли 6. Робин Киль Финишный протокол       |
| Спринт 1. 12 марта 2011 Женщины: 7,5 км 2. 12 марта 2011 Мужчины: 10 км               | 1. Франциска Хильдебранд 25:32.6 (0) 2. Юлиана Дёлль +29.7 (2) 3. Элизабет Хёгберг +38.6 (0) 4. Юлия Джима 5. Марин Дюссер 6. Надин Хорхлер Финишный протокол        | 1. Флориан Граф 25:12.9 (0) 2. Пьетро Дутто +38.3 (1) 3. Мартин Энг +47.2 (1) 4. Тимофей Лапшин 5. Роман Прима 6. Тед Армгрен Финишный протокол      |
| Гонка преследования 1. 13 марта 2011 Женщины: 10 км 2. 13 марта 2011 Мужчины: 12,5 км | 1. Элизабет Хёгберг 35:02.1 (0) 2. Юлиана Дёлль +7.9 (4) 3. Франциска Хильдебранд +28.8 (3) 4. Каролин Хеннеке 5. Юлия Джима 6. Романа Шремпф Финишный протокол      | 1. Флориан Граф 35:49.7 (2) 2. Тимофей Лапшин +34.0 (4) 3. Мартин Энг +46.6 (3) 4. Михаэль Райтер 5. Пьетро Дутто 6. Людвиг Эрхарт Финишный протокол |